# Storebø

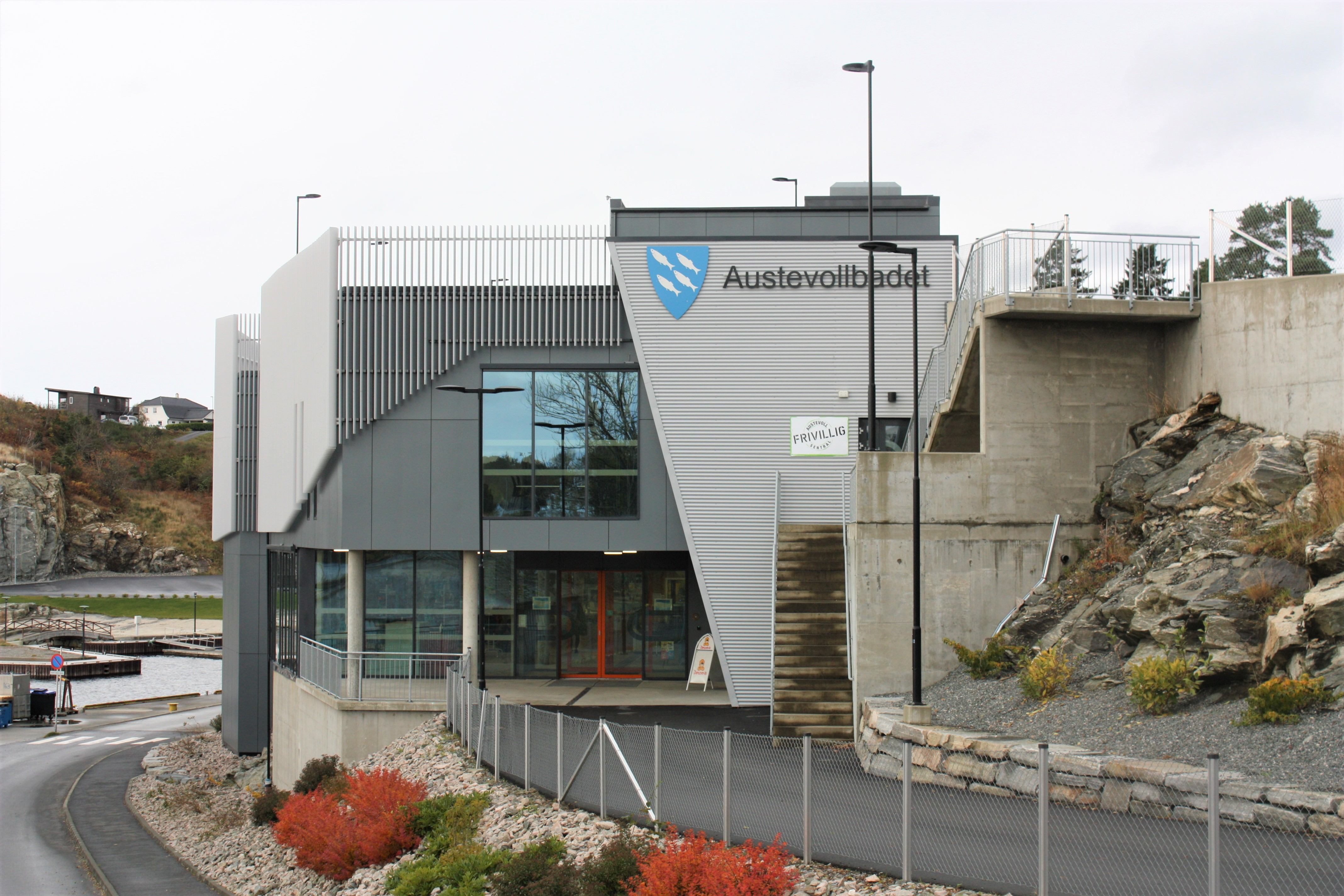
Piscinas municipales de Austevoll, Storebø

Storebø es el centro administrativo y la mayor localidad del municipio de Austevoll, provincia de Hordaland, Noruega. Tiene una población estimada, a inicios de 2020, de 1584 habitantes.
Se ubica en la parte norte de la isla de Huftarøy, al sur de Birkeland y al noroeste de Haukanes.

## Historia
La iglesia de Austevoll estaba en un principio en la villa de Austevoll, ubicada en la isla de Hundvåko. En 1891 la iglesia fue trasladada hasta su actual ubicación en Storebø.  Storebø fue declarado centro administrativo del municipio en 1964. Antes de ese año, el concejo municipal tenía su sede en la isla de Bakholmen, al oeste de Storebø.

## Toponimia
El nombre Storebø está en uso desde mediados del siglo XVII. En tiempos pasados, el nombre del pueblo variaba entre Bø y Bøe. En un intento de dar un nombre definitivo, se decidió usar el prefijo store («largo» en noruego) para diferenciarla de la granja Bø, establecida en la isla de Stord. La granja Bø de Stord fue renombrada como Litlabø, usando el prefijo litla («pequeño» en noruego). Cabe destacar que la palabra bø proviene del nórdico antiguo, siendo traducida como granja.

## Economía
Tradicionalmente la pesca y las labores agrícolas han sido la principal fuente de ingresos de la zona. La agricultura fue reemplazada por otras industrias, como la petrolera, mientras que la piscicultura ha tenido un rápido crecimiento durante la segunda mitad del siglo XX. Entre las compañías establecidas están la de asistencia petrolera DOF y la pesquera Austevoll Seafood, presentes en la bolsa de Oslo.